# Zabiele Wielkie
Zabiele Wielkie – wieś sołecka w Polsce położona w województwie mazowieckim, w powiecie ostrołęckim, w gminie Olszewo-Borki. Leży przy drodze wojewódzkiej nr 544.
W latach 1975–1998 miejscowość administracyjnie należała do województwa ostrołęckiego.
Wierni Kościoła rzymskokatolickiego należą do parafii Narodzenia Najświętszej Maryi Panny w Nowej Wsi.